# Нырков, Геннадий Матвеевич
Генна́дий Матве́евич Нырко́в (10 сентября 1918, Шуя — 1 апреля 2001, Москва) — советский офицер-пехотинец в годы Великой Отечественной войны, Герой Советского Союза (19.04.1945). Генерал-майор.

## Биография
Родился 10 сентября 1918 года в городе Шуя ныне Ивановской области в семье рабочего. Русский. Окончил школу и Шуйский индустриальный техникум. Работал в Ржеве, затем на хлопчато-бумажном комбинате в Камешково (ныне город Владимирской области). 
В октябре 1939 года был призван в Красную Армию. Срочную службу проходил в частях Западного особого военного округа. Затем по личному рапорту был направлен учиться в Смоленское военно-политическое училище имени В. М. Молотова. 
Участник Великой Отечественной войны в июне-июле 1941 года, когда сводный отряд из преподавателей и курсантов училища участвовал в приграничных оборонительных сражениях на Западном фронте. Затем выжившие в боях бойцы были эвакуированы вместе с училищем в Саратов, где продолжили учёбу. Там в 1942 году Г. Нырков окончил Смоленское военно-политическое училище имени В. М. Молотова. Служил в 7-м запасном полку 27-й запасной авиационной бригады Южно-Уральского военного округа. В 1943 году окончил стрелково-тактические курсы комсостава «Выстрел» и после их окончания был переведён с политработы на командную работу в войсках. Член ВКП(б) с 1942 года.
Вновь прибыл на фронт в середине марта 1945 года. Воевал на 3-м Белорусском и 2-м Белорусском фронтах. Участвовал в Восточно-Прусской наступательной операции. 
Командир батальона 801-го стрелкового полка 235-й стрелковой дивизии 54-го стрелкового корпуса 43-й армии 3-го Белорусского фронта старший лейтенант Геннадий Нырков проявил исключительный героизм при штурме Кёнигсберга. 6 апреля 1945 года, развернув батальон в боевые порядки, старший лейтенант Нырков повел его на штурм укреплений. Перед батальоном Ныркова была поставлена задача штурмовать форт № 5. Обходным манёвром бойцы блокировали форт, атаковали и выбили врага из каземата на правом фланге. За умелое командование и проявленное мужество в бою при штурме форта комбат был награждён орденом Красного Знамени. Несмотря на контузию, он остался в строю.
Затем, ворвавшись в город, батальон продвигался от квартала к кварталу, ликвидируя многочисленные узлы сопротивления в каменных зданиях. Когда из толстостенных зданий военных казарм сильным огнём немцы остановили продвижение, по команде Ныркова артиллерия огнём по амбразурам «ослепила» противника, а батальон во главе с комбатом обошёл противника с тыла, ворвался в казармы и овладел укреплённым зданием. Всего за три дня штурма батальон уничтожил до 350 вражеских солдат и офицеров, и около 200 взял в плен.
Указом Президиума Верховного Совета СССР от 19 апреля 1945 года «за образцовое выполнение боевых заданий командования на фронте борьбы с немецкими захватчиками и проявленные при этом отвагу и геройство» старшему лейтенанту Ныркову Геннадию Матвеевичу присвоено звание Героя Советского Союза с вручением ордена Ленина и медали «Золотая Звезда» (№ 6274).
После Победы Г. М. Нырков продолжил службу в Советской армии, командовал стрелковыми батальонами в Северной группе войск (Польша) и в Таврическом военном округе до августа 1946 года, когда его направили учиться. В 1949 году окончил Военную академию имени М. В. Фрунзе. С 1950 по 1956 годы служил старшим офицером-оператором в Главном оперативном управлении Генерального штаба. 
В 1958 году окончил Военную академию Генерального штаба. Продолжал службу в Главном оперативном управлении Генерального штаба: с 1958 старший офицер, с 1962 заместитель начальника отдела, с 1964 заместитель начальника направления, с 1967 — начальник направления. С мая 1970 года — заместитель начальника оперативного управления Главного штаба Сухопутных войск СССР. С сентября 1983 года генерал-майор Г. М. Нырков — в отставке.
Ещё несколько лет работал в центральном аппарате Министерства обороны СССР как гражданский специалист. Жил в Москве. Умер 1 апреля 2001 года. Похоронен в Москве на Троекуровском кладбище.

## Награды
- Герой Советского Союза (19.04.1945)
- Орден Ленина (19.04.1945)
- Орден Красного Знамени (9.04.1945)
- Орден Отечественной войны I степени (11.03.1985)
- Три ордена Красной Звезды
- Орден «За службу Родине в Вооружённых Силах СССР» III степени (30.04.1975).
- Многочисленные медали СССР, в том числе медаль «За боевые заслуги» (15.11.1950), медаль «За взятие Кёнигсберга» (1945), медаль «За отвагу на пожаре»

Иностранные награды
- Боевой орден «За заслуги перед народом и Отечеством» III степени (ГДР, 8.05.1975)
- Орден «9 сентября 1944 года» III степени (Болгария, 14.09.1974)
- Золотой Крест Заслуги (Польша, 6.10.1973)
- Медаль «За укрепление дружбы по оружию» II степени (ЧССР, 20.03.1970)
- Медаль «50 лет Монгольской Народной Армии» (МНР, 15.03.1971)
- Медаль «30 лет Победы над милитаристской Японией» (МНР, 8.01.1976)
- Медаль «60 лет Вооружённым силам МНР» (МНР, 29.12.1981)

## Память
- Имя Г. М. Ныркова увековечено на стеле шуян — Героев Советского Союза, которая установлена на воинском мемориале на Троицком кладбище.
- На здании индустриального техникума в Шуе, где учился Г. М. Нырков, установлена мемориальная доска.
- Именем Г. М. Ныркова названа улица в Шуе.